# Sapp Rocks
Sapp Rocks är en kulle i Antarktis. Den ligger i Västantarktis. Argentina och Storbritannien gör anspråk på området. Toppen på Sapp Rocks är 747 meter över havet.
Terrängen runt Sapp Rocks är kuperad åt sydost, men åt nordväst är den platt. Terrängen runt Sapp Rocks sluttar norrut. Trakten är obefolkad. Det finns inga samhällen i närheten. 